# Episodi di The New Breed
La prima e unica stagione della serie televisiva The New Breed è andata in onda negli Stati Uniti dal 3 ottobre 1961 al 5 giugno 1962 sulla ABC.
| nº | Titolo originale                | Prima TV USA     |
| -- | ------------------------------- | ---------------- |
| 1  | No Fat Cops                     | 3 ottobre 1961   |
| 2  | Prime Target                    | 10 ottobre 1961  |
| 3  | Death of a Ghost                | 17 ottobre 1961  |
| 4  | To None a Deadly Drug           | 24 ottobre 1961  |
| 5  | The Compulsion to Confess       | 31 ottobre 1961  |
| 6  | Til Death Do Us Part            | 7 novembre 1961  |
| 7  | The Butcher                     | 14 novembre 1961 |
| 8  | Wave Goodbye to Grandpa         | 21 novembre 1961 |
| 9  | Sweet Bloom of Death            | 28 novembre 1961 |
| 10 | Valley of Three Charlies        | 5 dicembre 1961  |
| 11 | Lady Killer                     | 12 dicembre 1961 |
| 12 | Blood Money                     | 19 dicembre 1961 |
| 13 | I Remember Murder               | 26 dicembre 1961 |
| 14 | The All-American Boy            | 2 gennaio 1962   |
| 15 | Cross the Little Line           | 9 gennaio 1962   |
| 16 | To Sell Another Human Being     | 16 gennaio 1962  |
| 17 | Care Is No Cure                 | 23 gennaio 1962  |
| 18 | Policemen Die Alone: Part I     | 30 gennaio 1962  |
| 19 | Policemen Die Alone: Part II    | 6 febbraio 1962  |
| 20 | Mr. Weltschmerz                 | 13 febbraio 1962 |
| 21 | Wings for a Plush Horse         | 20 febbraio 1962 |
| 22 | How Proud the Guilty            | 27 febbraio 1962 |
| 23 | The Torch                       | 6 marzo 1962     |
| 24 | All the Dead Faces              | 13 marzo 1962    |
| 25 | The Deadlier Sex                | 20 marzo 1962    |
| 26 | Edge of Violence                | 27 marzo 1962    |
| 27 | Echoes of Hate                  | 3 aprile 1962    |
| 28 | The Man with the Other Face     | 10 aprile 1962   |
| 29 | Thousands & Thousands of Miles  | 17 aprile 1962   |
| 30 | Hail, Hail, the Gang's All Here | 24 aprile 1962   |
| 31 | My Brother's Keeper             | 1º maggio 1962   |
| 32 | A Motive Named Walter           | 8 maggio 1962    |
| 33 | Wherefore Art Thou, Romeo?      | 15 maggio 1962   |
| 34 | Judgement at San Belito         | 22 maggio 1962   |
| 35 | So Dark the Night               | 29 maggio 1962   |
| 36 | Walk This Street Lightly        | 5 giugno 1962    |

## No Fat Cops
- Prima televisiva: 3 ottobre 1961

### Trama
- Guest star: Stafford Repp (tenente Howard Cline), Danni Sue Nolan (Jill), Charles Aidman (dottor Ted Reisman), Parley Baer (Pop O'Shea), John Clarke (agente di polizia Joe Huddleston), June Dayton (Mrs. Reisman), Susan Gordon (Muffin Reisman), Vivi Janiss (Mary Clark), John Larch (John Clark), Byron Morrow (capitano Keith Gregory), Greg Roman (agente di polizia Pete Garcia)

## Prime Target
- Prima televisiva: 10 ottobre 1961

### Trama
- Guest star: Keir Dullea (Frank), James Gregory (padre Al), Jess Kirkpatrick, Pilar Seurat (Noreen)

## Death of a Ghost
- Prima televisiva: 17 ottobre 1961

### Trama
- Guest star: Joan Staley (Sophie), Olan Soule (tecnico di laboratorio), Norman Burton (Poulos), Frances Helm (Lois McHenry), Fritz Weaver (Arthur Grissom)

## To None a Deadly Drug
- Prima televisiva: 24 ottobre 1961

### Trama
- Guest star: Barbara Baxley (Eve Lippert), Gary Merrill (Karl Lippert), Simon Oakland (Felix Pascal)

## The Compulsion to Confess
- Prima televisiva: 31 ottobre 1961

### Trama
- Guest star: Michael Constantine (Oscar Holloway), Telly Savalas (dottor Buel Reed), Harold J. Stone (George Sorens), John Lasell (Chris Birch), Sydney Pollack (Austin Rogers), William Windom (Warren Giles)

## Til Death Do Us Part
- Prima televisiva: 7 novembre 1961

### Trama
- Guest star: Eileen Heckart (Harriet), Wendell Corey (Carruthers), Michael Allison (Piggie), Stanley Kahn (Varner)

## The Butcher
- Prima televisiva: 14 novembre 1961

### Trama
- Guest star: Jeanne Cooper (Helen), Charles S. Carlson (Mal), Lynn Bari (Mrs. Grace), Peter Whitney (Matson)

## Wave Goodbye to Grandpa
- Prima televisiva: 21 novembre 1961

### Trama
- Guest star: Robert Emhardt (Baker), Dennis King (Joy)

## Sweet Bloom of Death
- Prima televisiva: 28 novembre 1961

### Trama
- Guest star: Cathleen Nesbitt (Constance Meadows), Doro Merande (Miss Stewart), Lee Bergere (Ed Wollock), Patricia Breslin (Ruth Wollock), Jimmy Gates (Ronnie Wollock), Henry Jones (Davidson), Nelson Leigh (dottor Halsted), Amanda Randolph (Mattie)

## Valley of Three Charlies
- Prima televisiva: 5 dicembre 1961

### Trama
- Guest star: Anita Sands (Sue), Mike Kellin (Moran), Charles Bronson (Jerry Bergason), Keenan Wynn (Ronson)

## Lady Killer
- Prima televisiva: 12 dicembre 1961

### Trama
- Guest star: Sidney Clute (camionista), Don Keefer (Mel Ruderman), Martin Balsam (Frank Eberhardt), Robert Redford (Arthur Honniger - Hitchhiker), Anne Francis (Phyllis Eberhardt), Tsuruko Kobayashi (Noguchi Gladstone), William Swan (Vincent Gladstone), Leonard Stone (Alfred Dreyfus), Rebecca Sand (Norma Dreyfus), Ricky Allen (Johnny Eberhardt), Art Gilmore (narratore, voice)

## Blood Money
- Prima televisiva: 19 dicembre 1961

### Trama
- Guest star: Ralph Taeger (Tad Calloway), Diana Millay (Connie Weems), Marjorie Bennett (Mrs. Berger), Gloria Grahame (infermiera Nora Springer), Charles McGraw (dottor Cameron Hill), Sandra Warner (Sandy Demarest)

## I Remember Murder
- Prima televisiva: 26 dicembre 1961

### Trama
- Guest star: Jack Oakie (Ham Tucker), Robert Middleton (Stanley Mannis), Ilka Chase (Cynthia Webster), Virginia Field (Iris), David Lewis (Maury Keeler), Tina Louise (Stella Knowland), Sandra Warner (Mrs. Flyer)

## The All-American Boy
- Prima televisiva: 2 gennaio 1962

### Trama
- Guest star: Paul Carr (Johnny), Burt Brinckerhoff (Willis), Edward Binns (Crafts), Virginia Gregg (Georgine)

## Cross the Little Line
- Prima televisiva: 9 gennaio 1962

### Trama
- Guest star: Joan Hackett (Angie), Peter Falk (Lopez), Victor Buono (Manrique), Joseph Ruskin (Donnell)

## To Sell Another Human Being
- Prima televisiva: 16 gennaio 1962

### Trama
- Guest star: Richard Carlyle, Vic Morrow (Belman), Richard Arlen (Willits), Richard Bakalyan, Paul Richards (Hobbins), Billy E. Hughes, Monica Keating, Jean Engstrom (Carol), Rebecca Welles

## Care Is No Cure
- Prima televisiva: 23 gennaio 1962

### Trama
- Guest star: Sherry Jackson (Ellen Talltree), Art Gilmore (narratore, voce), Mario Alcalde (Barney Talltree), Selette Cole (Mrs. Becker), Royal Dano (Harry Tilden), Leif Erickson (dottor Eric Thor), Jennie Lynn (Susie Tilden)

## Policemen Die Alone: Part I
- Prima televisiva: 30 gennaio 1962

### Trama
- Guest star: Ernest Sarracino (vecchio), Barney Phillips (sergente Steiner), Ed Begley (Masters), Oscar Beregi Jr. (Howard Pressman), Ivan Dixon (Wick), Kim Hamilton (Sally Wick), Margaret Hayes (Eve Steiner), Victor Jory (Deacon Lee), Strother Martin (Benny Kohler), George Matthews ('Moose' Martusian), Zachary Scott (Frank Luchek)

## Policemen Die Alone: Part II
- Prima televisiva: 6 febbraio 1962

### Trama
- Guest star: Ernest Sarracino (vecchio), Barney Phillips (sergente Steiner), Ed Begley (Masters), Oscar Beregi Jr. (Howard Pressman), Ivan Dixon (Wick), Kim Hamilton (Sally Wick), Margaret Hayes (Eve Steiner), Victor Jory (Deacon Lee), Strother Martin (Benny Kohler), George Matthews ('Moose' Martusian), Zachary Scott (Frank Luchek)

## Mr. Weltschmerz
- Prima televisiva: 13 febbraio 1962

### Trama
- Guest star: Cecil Kellaway (Mr. Weltschmerz), Josephine Hutchinson (Nettie), Robert Emhardt (Orcutt), Don Hammer (Kronis), Debbie Megowan, Ralph Moody

## Wings for a Plush Horse
- Prima televisiva: 20 febbraio 1962

### Trama
- Guest star: Nan Martin (Margaret), Margo Lorenz (Edyth), John Baragrey (Appleton), Barry Morse (Morgan Dolgelly)

## How Proud the Guilty
- Prima televisiva: 27 febbraio 1962

### Trama
- Guest star: Nehemiah Persoff (Louis Morley), Diane Mountford (Kathy Adams), Robert Eyer (Vinnie Kincaid), Bennye Gatteys (Jane Morley), Joan Tompkins (Mrs. Marsh)

## The Torch
- Prima televisiva: 6 marzo 1962

### Trama
- Guest star: Stanley Adams (Gruber), Les Tremayne (Garland)

## All the Dead Faces
- Prima televisiva: 13 marzo 1962

### Trama
- Guest star: Arnold Moss (dottor Canadeo), Jack Klugman (Floyd Blaylock), Susan Cummings (Gerry Lang), Brett Somers (Dorothy Blaylock)

## The Deadlier Sex
- Prima televisiva: 20 marzo 1962

### Trama
- Guest star: Byron Morrow (capitano Keith Gregory), John Clarke (agente di polizia Joe Huddleston), Judi Meredith (Florence Charron), Betsy Jones-Moreland (Claire Arnet), James Doohan (dottor Lennon), Herbert Ellis, Paula Raymond (Juliette Beavoir), Greg Roman (agente di polizia Pete Garcia)

## Edge of Violence
- Prima televisiva: 27 marzo 1962

### Trama
- Guest star: Moria Turner (Mrs. Rath), Bartlett Robinson (Victor Kredenza), Jay Adler (Joseph Zeromski), John Brinkley (Mark Calvin), Les Damon (Sumner Rath), Richard Evans (Keith Blessing), Lisa Golm (Mrs. Plummer), Peter Helm (Lennie Rath), Will Kuluva (Benjamin Worthman), Ben Wright (Frank Andrews)

## Echoes of Hate
- Prima televisiva: 3 aprile 1962

### Trama
- Guest star: Kevin Hagen (Arne Halverson), Edward Holmes, Oscar Beregi Jr. (Karl Muelich), Bobby Clark, Martin Smith, Roger Torrey (Cris), Cameron Prud'Homme (Olav Halverson), Philip Ahn, Don Beddoe, Ed Nelson (Jefty Bright), Andrew Prine (Werner Muelich), Natalie Trundy (Inge Halverson)

## The Man with the Other Face
- Prima televisiva: 10 aprile 1962

### Trama
- Guest star: Alberta Nelson (Anna), Patricia King, Arlene Martel (Maria Danielo), Mario Alcalde (Frank Danielo), Eugene Borden (Roberto), Iphigenie Castiglioni (Carla Rossi), Eduardo Ciannelli (Tulio Rossi), Bryan O'Byrne

## Thousands & Thousands of Miles
- Prima televisiva: 17 aprile 1962

### Trama
- Guest star: Patty McCormack (Karen Kegler), Lin McCarthy (John Kegler), Peter Fonda (Ronnie Bryson), Barry Kelley, Joanne Linville (Grace Kegler), Danni Sue Nolan, Marie Worsham

## Hail, Hail, the Gang's All Here
- Prima televisiva: 24 aprile 1962

### Trama
- Guest star: Hope Summers, Bartlett Robinson, John Fiedler, James Flavin, John Larkin (Chuck Graffer), Virginia Christine, Yvonne Craig (Louise Pittman / Edna Pittman), Edward Andrews (Hutch Hutchins), Bryan O'Byrne, Noam Pitlik, Virginia Vincent (Edna Pittman)

## My Brother's Keeper
- Prima televisiva: 1º maggio 1962

### Trama
- Guest star: Frank Silvera (John Hernandez), Margo (Mrs. Madero), Robert Blake (Bobby Madero), Míriam Colón (Dolores Madero), Rudy Solari (Mike Madero)

## A Motive Named Walter
- Prima televisiva: 8 maggio 1962

### Trama
- Guest star: Karen Green (Susan Cowley), Laraine Day (Vivian Cowley), Eddie Albert (Walter Cowley), Bea Benaderet (Miss Horne), Linda Watkins (Wilma Donnelly)

## Wherefore Art Thou, Romeo?
- Prima televisiva: 15 maggio 1962

### Trama
- Guest star: Joseph Wiseman (Clayton Grimes), Vaughn Taylor (Felix Wainwright), Henry Beckman (sergente Rayless), Ann B. Davis (Elizabeth MacBaine), Harold Innocent (Club Manager), Robert Karnes (Fred Clinton), Beatrice Kay (Joy Miggins), Carmen Mathews (Sarah Clinton), John Zaccaro (sergente Conlon)

## Judgement at San Belito
- Prima televisiva: 22 maggio 1962

### Trama
- Guest star: Jeff Pevney (Bobby Townsend), Arthur O'Connell (Peter Capples), Cloris Leachman (Elsie Condon), David Lewis (Townsend), Phyllis Love (Mrs. Capples), William Schallert (Gilbert Condon)

## So Dark the Night
- Prima televisiva: 29 maggio 1962

### Trama
- Guest star: Dina Merrill (Ruth Kingman), Carl Reindel, Ron Howard (Tommy Simms), Lyle Latell, Michael Vandever (Tommy Simms), Katie Sweet, Don Taylor (Fred Kingman), Gerald Gordon, John Harding, Harry Holcombe, Milton Selzer (dottor Harmon), Bill Zuckert (Ira Garrity)

## Walk This Street Lightly
- Prima televisiva: 5 giugno 1962

### Trama
- Guest star: John McLiam, Jack Hogan (Jerry Wells), John Indrisano, Paul Sorensen, Ron Whelan (Achilles Rex), Bartlett Robinson, Chris Robinson (Clifford Forbes), Paul Birch, Laura Devon (Ann Fetterson), James Doohan, Paul Hahn, Billy Halop, Barry Morse (Virgil Payne), Ed Nelson (Roger Sykes), Sydney Pollack (Bert Masters), Grace Lee Whitney (Beth)